# Storträsket (Jörns socken, Västerbotten)
Storträsket är en sjö i Skellefteå kommun i Västerbotten och ingår i Kågeälvens huvudavrinningsområde. Sjön har en area på 1,16 kvadratkilometer och ligger 310 meter över havet.

## Delavrinningsområde
Storträsket ingår i det delavrinningsområde (723643-169683) som SMHI kallar för Utloppet av Storträsket. Medelhöjden är 322 meter över havet och ytan är 14,13 kvadratkilometer. Det finns ett avrinningsområde uppströms, och räknas det in blir den ackumulerade arean 23,92 kvadratkilometer. Storträskån som avvattnar avrinningsområdet har biflödesordning 2, vilket innebär att vattnet flödar genom totalt 2 vattendrag innan det når havet efter 90 kilometer. Avrinningsområdet består mestadels av skog (55 procent) och sankmarker (27 procent). Avrinningsområdet har 1,87 kvadratkilometer vattenytor vilket ger det en sjöprocent på 13,2 procent.